# Viktor Gjika
Viktor Gjika (ur. 23 czerwca 1937 w Trebickë, zm. 3 marca 2009 w Tiranie) – albański reżyser, scenarzysta i operator filmowy. 

## Życiorys
Studia wyższe z zakresu kinematografii ukończył w Moskwie. Jego praca dyplomowa Bistrice 63', do której inspiracją była proza E.Hemingwaya, została wyróżniona na festiwalu etiud szkolnych w Holandii.
W swoim rodzinnym kraju zadebiutował jako operator w filmie Debatik H.Hakaniego. W latach 1984–1991 kierował Studiem Filmowym Nowa Albania (alb. Kinostudio Shqiperia e Re), był także członkiem zarządu Ligi Pisarzy i Artystów Albanii. Ostatni film, który nakręcił Kur ikin korbat (Kiedy odlatują kruki) został poświęcony Kosowu.
W latach 1982–1990 zasiadał w Zgromadzeniu Ludowym.
Za zrealizowane przez siebie filmy otrzymał cztery nagrody państwowe. Napisał 15 scenariuszy filmowych, które doczekały się realizacji. W dwunastu filmach był autorem zdjęć. Uhonorowany tytułami: Artysty Ludu (alb. Artist i Popullit) i Zasłużonego Artysty (alb. Artist i Merituar).
Był adwentystą. Zmarł 3 marca 2009 r. po długiej chorobie.

## Filmy fabularne
- 1968: Horizonte të hapura (Otwarte horyzonty)
- 1970: I teti ne bronz (Popiersie z brązu)
- 1972: Yjet e neteve te gjata (Gwiazdy długich nocy)
- 1974: Rruge te bardha (Białe drogi)
- 1976: Përballimi (Konfrontacja)
- 1977: Njeriu me top (Człowiek z armatą)
- 1978: Gjeneral gramafoni (Generał Gramofon)
- 1980: Ne cdo stine (O każdej porze)
- 1982: Nëntori i dytë (Drugi Listopad)
- 1985: Vjeshte e nxehte e '41 (Gorąca jesień 1941)
- 1988: Vitet e rinise (Lata młodości)
- 2000: Kur ikin korbat

## Filmy dokumentalne
- 1961: Njeriu kurrë nuk vdes se bashku
- 1962: Takimet ne Helsinki (Spotkania w Helsinkach)
- 1964: Bistrice '63'
- 1964: Kur vjen nëntori (Kiedy przychodzi listopad)
- 1965: Përse mendojnë këto male (Dlaczego myślimy o tych górach)
- 1966: Fitimtarët (Zwycięzcy)
- 1970: 10 ditë sulmi (Uderzenie dziesięciodniowe)
- 1970: 1 maja 1970
- 1974: Arti shqiptarë në shekuj (Sztuka albańska przez wieki)
- 1974: Katër këngë për Partinë (Cztery pieśni dla Partii)
- 1979: Prane vatrave, parve zemrave (Blisko dusz, blisko serc)
- 1980: Besniku i Partise (Wierny Partii)
- 1981: Koha e Partise (Epoka Partii)
- 1983: Enver Hoxha, tungjatjeta (Witaj Enverze Hodżo)
- 1995: Antoni Athanas
- 1997: Unë jam Ismail Qemali (Jestem Ismail Qemal)